# Richard Kelly
Pour les articles homonymes, voir Kelly et Richard Kelly (homonymie).
 (octobre 2021).
Si vous disposez d'ouvrages ou d'articles de référence ou si vous connaissez des sites web de qualité traitant du thème abordé ici, merci de compléter l'article en donnant les références utiles à sa vérifiabilité et en les liant à la section « Notes et références ».
James Richard Kelly, plus souvent appelé Richard Kelly, est un réalisateur et scénariste américain, né le 28 mars 1975 à Newport News (Virginie).

## Biographie et carrière
Richard Kelly a grandi à Midlothian (Virginie, États-Unis). Il est diplômé en cinéma par l'université du Sud de la Californie (USC) en 1997. Il commence sa carrière avec deux courts-métrages (The Goodbye Place et Visceral Matter) avant de signer en 2001 le scénario et la réalisation de Donnie Darko, récit fantastique narrant l'histoire étrange de Donnie Darko, un adolescent de 16 ans intelligent mais perturbé, sujet à des visions lui permettant de voir des failles spatio-temporelles et guidé par Franck, un ami imaginaire ressemblant à un monstrueux lapin géant.
Donnie Darko s’est vu attribuer un budget de 4,5 millions de dollars. C’était son premier long-métrage qui a été nommé à 21 récompenses différentes (dont une aux Saturn Awards), et en a gagné 11. Bien qu’étant considéré par certains comme trop jeune pour être un réalisateur/scénariste professionnel, le film a terminé en deuxième position du classement des « 50 plus grands films indépendants de tous les temps » du magazine Empire, juste derrière Reservoir Dogs de Quentin Tarantino. Le film permit de révéler Jake Gyllenhaal au grand public.
Il a également écrit des scénarios n’ayant jamais été adaptés, dont celui de La Morsure du lézard de Louis Sachar et l’adaptation de Cat’s Cradle. Ces scénarios sont disponibles en PDF sur le site du réalisateur. Son quatrième film et second long-métrage, Southland Tales, a concouru en compétition officielle pour la Palme d'or au Festival de Cannes 2006, il mettait en vedette Dwayne Johnson, Sarah Michelle Gellar, Seann William Scott et Justin Timberlake. Cependant son accueil fut si mitigé que Richard Kelly effectua un deuxième montage du film, qui sortit sur les écrans le 16 novembre 2007. Le film ne bénéficia pas d’une sortie dans les cinémas français et n’eut qu’une sortie Direct-to-DVD en 2009.
La maison de production de Richard Kelly, Darko Entertainment, a annoncé en 2008 qu’elle produisait l’adaptation du best-seller de Tucker Max, Tucker Max : Histoires d'un serial fucker (I Hope They Serve Beer in Hell), censé être réalisé par Bob Gosse.
En 2008, il réalise The Box qui est l'adaptation de la nouvelle Le Jeu du bouton (Button, Button) de Richard Matheson. Malgré le flop commercial de ce dernier long-métrage, Richard Kelly est actuellement en train de travailler sur un thriller se déroulant à Manhattan en 2014. Le film est censé être tourné en 3D.
En septembre 2019, il annonce que son prochain film sera un film biographique sur Rod Serling. Cependant en janvier 2021, il annonce qu'il compte faire une nouvelle suite de Donnie Darko ainsi qu'un préquel animé de Southland Tales.

## Thèmes et styles de ses films
- Si vous ne connaissez pas le sujet, laissez ce bandeau (vous pouvez alors contacter les auteurs).
- Si vous supprimez le contenu mis en cause (vous pouvez préalablement contacter les auteurs),

argumentez précisément cette suppression dans la page de discussion
(un manque de référence n'est pas un argument ; une recherche réelle de référence doit avoir été effectuée, être formellement documentée).
Bien que les films de Richard Kelly soient bien entendu différents du point de vue de l’histoire et des personnages, ils abordent toujours des thèmes communs, autour du voyage dans le temps et de l’existentialisme.
Donnie Darko et Southland Tales sont des films complexes, sombres, et intrigants, en rupture avec le manichéisme ambiant du cinéma US. Les héros de Richard Kelly sont des marginaux, ils évoluent tant bien que mal dans un monde insatisfaisant, y découvrant à l'occasion une raison d'être (et de mourir) : l'amour.
Le style de Richard Kelly est basé sur l’utilisation de steadicams permettant des travellings et des mouvements de caméras particuliers (cela se voit bien plus dans Southland Tales que dans Donnie Darko).
Il a été souvent comparé à David Lynch en raison des ambiances sombres de ses films et des intrigues à puzzle.
La musique est extrêmement importante dans les films de Richard Kelly et l’une de ses scènes les plus célèbres est la scène de fin de Donnie Darko, avec pour fond la version de Gary Jules de la chanson Mad World de Tears for Fears.

## Filmographie

### Réalisateur

#### Courts métrages
- 1996 : The Goodbye Place
- 1997 : Visceral Matter

#### Longs métrages
- 2001 : Donnie Darko
- 2006 : Southland Tales
- 2009 : The Box

### Scénariste
Richard Kelly est scénariste de ses films
- 2004 : Domino de Tony Scott

### Producteur
- 2009 : The Box
- 2009 : Dirty Girl
- 2009 : Tucker Max : Histoires d'un serial fucker
- 2009 : Rogue's Gallery
- 2009 : World's Greatest Dad
- 2010 : Orgueil et Préjugés et Zombies
- 2010 : Fade

## Nominations et récompenses

### Récompenses
- 1997 - récompensé au Virginia Festival Film pour The Goodbye Place
- 2001 - Sweden Fantastic Film Festival, meilleur long-métrage (Donnie Darko)
- 2001 - Catalonian International Film Festival, meilleur scénario (Donnie Darko)
- 2002 - Festival de Gérardmer, Premiere Award (Donnie Darko)
- 2002 - Festival de Gérardmer, Première Award (Donnie Darko)
- 2002 - Cinénygma Film Festival, prix de l’audience (Donnie Darko)
- 2002 - Festival du film fantastique d'Amsterdam, Silver Scream Award (Donnie Darko)
- 2002 - Academy of Science Fiction, Fantasy & Horror Films, Special Award (Donnie Darko)
- 2003 - Chlotrudis Awards, meilleur scénario (Donnie Darko)

### Nominations
- 2001 - Sundance Film Festival, prix du jury (Donnie Darko)
- 2001 - Catalonian International Film Festival, meilleur film (Donnie Darko)
- 2002 - Online Film Critics Society Awards, OFCS Award (Donnie Darko)
- 2002 - Independent Spirit Awards, Meilleur premier long-métrage (Donnie Darko)
- 2002 - Independent Spirit Awards, Meilleur premier scénario (Donnie Darko)
- 2002 - Chicago Film Critics Association Awards, réalisateur le plus prometteur
- 2003 - Chlotrudis Awards, meilleur réalisateur (Donnie Darko)
- 2006 - Festival de Cannes, en compétition pour la Palme d'or (Southland Tales)